# Термінал ЗПГ Рувайс
Термінал ЗПГ Рувайс –  інфраструктурний об’єкт для імпорту зрідженого природного газу (ЗПГ) до емірату Абу-Дабі.
Протягом 2010-х років в еміраті Абу-Дабі зводились численні промислові об’єкти, розраховані на використання блакитного палива – ТЕС Шувейхат 2, ТЕС Шувейхат 3, друга черга нафтопереробного заводу в Рувайсі, друга черга заводу азотної хімії в Рувайсі та інші. Хоча при цьому відбувався паралельний процес нарощування власного видобутку (передусім пов’язаний із розвитком газопереробного комплексу Хабшан), проте в середині десятиліття вирішили створити термінал для імпорту ЗПГ, який би міг покривати можливий дефіцит. Місцем його розташування обрали Рувайс, де працюють перелічені вище об’єкти, та який до того отримував живлення лише через трубопровід Хабшан – Рувайс. При цьому віддали перевагу плавучому регазифікаційному терміналу, створення якого потребує менше капітальних інвестицій та часу.
Один з причалів комплексу, через який здійснюється відвантаження сірки, модернізували та пристосували для швартовки плавучої установки зі зберігання та регазифікації (FSRU). За допомогою перемички довжиною 3 км його з’єднали з існуючим газопроводом діаметром 1050 мм.
У серпні 2016-го належна компанії Excelerate Energy плавуча установка Excelerate, яка перед тим прийняла вантаж ЗПГ на заводі ADGAS, прибула до Рувайсу, що започаткувало роботу терміналу. Втім, вона працювала тут не дуже довго і у липні 2018-го полишила емірат Абу-Дабі.
Зате не пізніше літа 2019-го в Рувайсі почала роботу інша установка від Excelerate Energy – Express. Як засвідчують дані систем трекінгу суден, станом на початок березня 2023-го Express була ошвартована на терміналі в Рувайсі. Обидві названі вище плавучі установки (Excelerate та Express) мають спроможність видавати 14 млн м3 регазифікованої продукції на добу, проте Excelerate має менший об’єм резервуарів для зберігання ЗПГ – 138 тис м3 проти  151 тис м3 у Express.
Проект терміналу реалізували через компанію Gasco, учасниками якої є Abu Dhabi National Oil Company (ADNOC, 68%), нафтогазові гіганти Shell і Total (по 15%), а також Partex (2%).